# Патријарх александријски Христофор II
Патријарх Христофор II (грч. Πατριαρχης Χριστοφορος Β΄; рођ. Хараламбос Даниилидис,17. јануар 1876, Мадитос, Османска империја — 23. јул 1967)) - епископ Александријске православне цркве, папа и патријарх александријски и све Африке.

## Биографија
Рођен 17. јануара 1876. на Галипољском полуострву. Године 1900. завршио је Богословску школу Часног Крста у Јерусалиму. Од раних година истицао се својим беседништвом и интересовањем за православну теологију.
Године 1899. замонашио се и поставио га је патријарх Дамјан за секретара Патријаршије. Убрзо је јерођакон Христофор постављен за члана финансијске комисије Јерусалимске патријаршије, на којој се функцији истакао састављањем буџета и унапређењем извештавања.
Године 1904. александријски патријарх Фотије га је приближио себи и узвео у чин јеромонаха. 
3. августа 1908. године, у цркви Благовештења у Александрији, посвећен је за епископа Аксума (Етиопија) и уздигнут у чин митрополита, поставши први епископ Аксума након што је Етиопска црква прешла у монофизитство. Међутим, пошто овај чин није био признат од етиопских власти, митрополит Христофор није могао да живи у Етиопији.
30. децембра 1914. године изабран је за митрополита Леонтопољског (Египатског).
21. јуна 1939. изабран је за 111. патријарха александријског и целе Африке.
Пре свог избора обећао је да ће попунити све упражњене столице Александријске цркве, побољшати материјално стање свештеника и још много тога, али промене које су се десиле у Египту током и после Другог светског рата гурнуле су земљу у хаос и довеле до потлачени положај грчке дијаспоре и Александријске патријаршије. Одлив грчких емиграната у друге земље, посебно у Аустралију, значајно је повећан, што је довело до значајног смањења православне пастве у Египту. Некада успешна грчка заједница Египта, која је представљала подршку Патријаршије на афричком континенту, бројала је само неколико хиљада људи до краја 1960-их година двадесетог века.
Патријархов одговор на ово био је почетак активне мисионарске делатности међу староседелачким народима Африке. Још у години свог избора на катедру, он је неколико домородаца Уганде позвао у Каиро да добију средње образовање, а затим их послао на богословско образовање.
Године 1946. у јурисдикцију Цариградске патријаршије примљена је Грчка Афричка православна црква, коју је створио афрички проповедник Рувим Спарта, која је тада бројала 10.291 верника и 56 центара.
28. новембра 1958. године формиране су три нове метрополе: западноафричка, централноафричка и источноафричка. Срж новог мисионарског покрета била је Уганда, где је створен стални мисионарски центар. Рукоположени су свештеници из староседелаца, подигнуте су и освештане многе цркве.
У последњих петнаест година Патријаршије Христофор није сазвао Синод због сукоба са епархијским епископима, што је додатно заоштрило односе.
16. новембра 1966. пензионисан је због здравствених разлога.
Умро је 23.07.1967. године.
Под патријархом Христофором обновљени су односи између Московске и Александријске патријаршије. 13. јануара 1942. године послао је телеграм митрополиту Сергију (Страгородском) у којем је изразио молитвену подршку руском народу, који је претрпео најтежа искушења Великог отаџбинског рата. После избора митрополита Сергија за Патријарха московског и све Русије, патријарх Христофор је братском посланицом на дан Рођења Христовог поздравио патријарха Сергија и изразио наду у брзу победу савезничких војски.
Јануара 1945. присуствовао је помесном сабору Руске православне цркве. Он и други представници потписали су „апел народима света“. Патријарх Христофор је са осталим патријарсима и примасима учествовао у устоличењу Патријарха Алексија I. На свечаној вечери Патријарх Христофор је одржао говор у коме је истакао да је Руска Православна Црква „прелепа ћерка Апостолских Цркава Истока“ и као таква је увек и свим силама помагала четворицу Патријарха и сродника који су бринули о њима и о Светињама Истока. Руска Црква је, указао је Патријарх, пружала пажњу и помоћ у свим привременим тешкоћама и потребама источних Цркава.
Оваква оријентација патријарха Христофора према Москви изазвала је негодовање и на Западу и у Цариграду. Имајући у виду изузетно напете односе између Патријарха Христофора и његовог Синода, постигли су потребну одлуку овог последњег: Синод Александријске Цркве је 11. јула донео резолуцију, упућену свим поглаварима Православних Цркава 17. јула, у којој се наводи : „Путовање Патријарха је приватна ствар Патријарха и Његово Блаженство ни на који начин не представља Александријску Цркву. Ово путовање је за сваку осуду и чланови Синода су пред њима непријатним задатком да отворено осудити путовање... све одлуке и радње Патријарха учињене током његовог боравка ван његове јурисдикције су неканонске, унапред се осуђују и сматраће се неважећим, а не претходним”.
Упркос протестима, у мају 1958. Патријарх Христофор поново посетио границе Руске Цркве поводом прославе 40-годишњице обнове Патријаршије у Руској Православној Цркви. Патријарх је у Москви изразио захвалност Патријарху Алексију за све што је Московска Црква учинила и чини за источне Цркве.
У новембру 1960. московски патријарх Алексије је по други пут стигао у Египат. Свечаним богослужењима у Саборном храму Светог Саве Освећеног присуствовали су представници Коптске, Јерменске, Католичке и Реформаторске цркве, као и Јевреји. Присутни су били и амерички, грчки, белгијски и други конзули. Говори и завршно саопштење говорили су о потреби да Православна црква устане за мир и одупре се махинацијама колонијалиста.